# Jul i folkton
Jul i folkton är en konsertturné med julmusik framförd av olika folkmusik-artister och som startades 2006.
2006 medverkade Esbjörn Hazelius, Louise Hoffsten, Sara Isaksson, Sofia Karlsson, Olle Linder, Ale Möller, Lisa Rydberg, Roger Tallroth samt Lena Willemark och  konserter genomfördes i Stockholm (Rival) och Malmö (Palladium). Till året efter hade turnén utökats och omfattade konserter på Västerås konserthus, Gävle konserthus, Rival i Stockholm och Konsert & Kongress i Linköping. Hoffsten och Rydberg medverkade inte detta år. 2008 hade turnén växt sig ännu större och omfattade nu också datum i Grängesberg, Sundsvall, Eskilstuna, Göteborg, Stockholm, Linköping, Gävle och Västerås. Isaksson medverkade inte detta år. Rydberg hade återvänt till turnén. 2009 och 2010 hade evenemanget växt till att omfatta ett större antal städer i Sverige. De medverkade musikerna dessa år var samma som 2008. Även 2011 års turné var upplagd på detta sätt med förändringen att Tomas von Brömssen var gästartist. 2012 ägde premiären rum i Bollnäs den 29 november. Totalt besöktes tolv städer detta år. Karlsson hade detta år lämnat turnén medan Hoffsten, som var med första året, hade tillkommit.
Totalt har tre skivor släppts med namnet Jul i folkton. 2005 utkom Jul i folkton som bestod av studioinspelningar gjorda med de artister som skulle medverka i turnéserien med start året efter, men också bland andra Mikael Marin, Rebecka Törnqvist och Peter Asplund. Den producerades av Göran Petersson. 2009 släpptes Jul i folkton live och 2011 Jul i folkton: i solvändets tid (live 2010).

## Medverkande
| 2006 - Esbjörn Hazelius - Louise Hoffsten - Sara Isaksson - Sofia Karlsson - Olle Linder - Ale Möller - Lisa Rydberg - Roger Tallroth - Lena Willemark 2007 - Esbjörn Hazelius - Sara Isaksson - Sofia Karlsson - Olle Linder - Ale Möller - Roger Tallroth - Lena Willemark 2008 - Esbjörn Hazelius - Sofia Karlsson - Olle Linder - Ale Möller - Lisa Rydberg - Roger Tallroth - Lena Willemark 2009 - Esbjörn Hazelius - Sofia Karlsson - Olle Linder - Ale Möller - Lisa Rydberg - Roger Tallroth - Lena Willemark | 2010 - Esbjörn Hazelius - Sofia Karlsson - Olle Linder - Ale Möller - Lisa Rydberg - Roger Tallroth - Lena Willemark 2011 - Tomas von Brömssen (gästartist) - Esbjörn Hazelius - Sofia Karlsson - Olle Linder - Ale Möller - Lisa Rydberg - Roger Tallroth - Lena Willemark 2012 - Esbjörn Hazelius - Louise Hoffsten (gästartist) - Olle Linder - Ale Möller - Lisa Rydberg - Roger Tallroth - Lena Willemark |

## Diskografi
- 2005 – Jul i folkton
- 2009 – Jul i folkton live
- 2011 – Jul i folkton: i solvändets tid (live 2010)

### Fotnoter
1. ↑  ”Jul i folkton”. Malmö symfoniorkester. Arkiverad från originalet den 23 oktober 2012. https://web.archive.org/web/20121023074049/http://www.mso.se/sv/Konserter/Konsertkalendern/Period-20122013/December-12/JUL-I-FOLKTON/. Läst 26 januari 2013.
2. ↑  ”Jul i folkton 2006”. Jul i folkton. Arkiverad från originalet den 13 juni 2016. https://web.archive.org/web/20160613153919/http://www.julifolkton.com/2006-2. Läst 26 januari 2013.
3. ↑  ”Jul i folkton 2007”. Jul i folkton. Arkiverad från originalet den 13 juni 2016. https://web.archive.org/web/20160613154220/http://www.julifolkton.com/2007-2. Läst 26 januari 2013.
4. ↑  ”Jul i folkton 2008”. Jul i folkton. Arkiverad från originalet den 13 juni 2016. https://web.archive.org/web/20160613153202/http://www.julifolkton.com/2008-2. Läst 26 januari 2013.
5. ↑  ”Jul i folkton 2009”. Jul i folkton. Arkiverad från originalet den 13 juni 2016. https://web.archive.org/web/20160613153207/http://www.julifolkton.com/2009-2. Läst 26 januari 2013.
6. ↑  ”Jul i folkton 2010”. Jul i folkton. Arkiverad från originalet den 13 juni 2016. https://web.archive.org/web/20160613153923/http://www.julifolkton.com/2010-2. Läst 26 januari 2013.
7. ↑  ”Jul i folkton 2011”. Jul i folkton. Arkiverad från originalet den 13 juni 2016. https://web.archive.org/web/20160613153928/http://www.julifolkton.com/2011-2. Läst 26 januari 2013.
8. ↑  ”Jul i folkton”. Bollnäs kommun. http://www.bollnas.se/index.php/evenemang-kulturhuset/1529-jul-i-folkton-29nov. Läst 26 januari 2013.
9. ↑  ”Jul i folkton”. Discogs.com. http://www.discogs.com/Various-Jul-I-Folkton/release/2561828. Läst 26 januari 2013.
10. ↑  ”Jul i folkton”. Svensk mediedatabas. http://smdb.kb.se/catalog/search?q=jul+i+folkton+typ%3Afonogram&x=0&y=0. Läst 26 januari 2013.